# Burgrieden

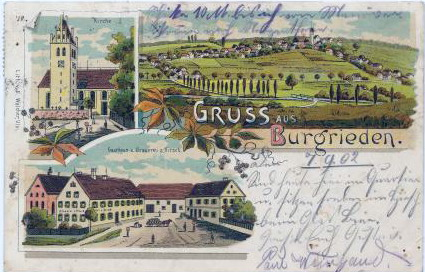
Pocztówka z 1900

Burgrieden – miejscowość i gmina w Niemczech, w kraju związkowym Badenia-Wirtembergia, w rejencji Tybinga, w regionie Donau-Iller, w powiecie Biberach, wchodzi w skład wspólnoty administracyjnej Laupheim. Leży w Górnej Szwabii, nad rzeką Rot, ok. 20 km na północny zachód od Biberach an der Riß.